# Jouancy
Jouancy település Franciaországban, Yonne megyében. Lakosainak száma 28 fő (2022. január 1.). Jouancy Censy, Grimault, Noyers és Sarry községekkel határos.

## Népesség
A település népességének változása:
| Lakosok száma | 22   | 22   | 24   | 24   | 25   | 25   | 26   | 27   | 28   |
|               | 2013 | 2015 | 2016 | 2017 | 2018 | 2019 | 2020 | 2021 | 2022 |